# Súlyemelés az 1956. évi nyári olimpiai játékokon
Az 1956. évi nyári olimpiai játékokon a súlyemelésben hét súlycsoportban avattak olimpiai bajnokot. A versenyzőknek három fogásnemben – nyomás, szakítás és lökés – kellett gyakorlatot bemutatniuk. Csak összetettben adtak ki érmet, a végső sorrendet az egyes gyakorlatok összesített eredményei adták.
Az olimpián magyar súlyemelők nem vettek részt.

## Éremtáblázat
A táblázatokban a rendező nemzet csapata eltérő háttérszínnel, az egyes számoszlopok legmagasabb értéke vagy értékei vastagítással kiemelve.
| Az 1956. évi nyári olimpiai játékok éremtáblázata súlyemelésben | Az 1956. évi nyári olimpiai játékok éremtáblázata súlyemelésben | Az 1956. évi nyári olimpiai játékok éremtáblázata súlyemelésben | Az 1956. évi nyári olimpiai játékok éremtáblázata súlyemelésben | Az 1956. évi nyári olimpiai játékok éremtáblázata súlyemelésben | Olimpia  |
| --------------------------------------------------------------- | --------------------------------------------------------------- | --------------------------------------------------------------- | --------------------------------------------------------------- | --------------------------------------------------------------- | -------- |
|                                                                 | Ország                                                          | Arany                                                           | Ezüst                                                           | Bronz                                                           | Összesen |
| 1.                                                              | Egyesült Államok (USA)                                          | 4                                                               | 2                                                               | 1                                                               | 7        |
| 2.                                                              | Szovjetunió (URS)                                               | 3                                                               | 4                                                               | 0                                                               | 7        |
|                                                                 |                                                                 |                                                                 |                                                                 |                                                                 |          |
| 3.                                                              | Argentína (ARG)                                                 | 0                                                               | 1                                                               | 0                                                               | 1        |
|                                                                 |                                                                 |                                                                 |                                                                 |                                                                 |          |
| 4.                                                              | Olaszország (ITA)                                               | 0                                                               | 0                                                               | 2                                                               | 2        |
| 5.                                                              | Dél-Korea (KOR)                                                 | 0                                                               | 0                                                               | 1                                                               | 1        |
| 5.                                                              | Franciaország (FRA)                                             | 0                                                               | 0                                                               | 1                                                               | 1        |
| 5.                                                              | Irán (IRI)                                                      | 0                                                               | 0                                                               | 1                                                               | 1        |
| 5.                                                              | Lengyelország (POL)                                             | 0                                                               | 0                                                               | 1                                                               | 1        |
|                                                                 |                                                                 |                                                                 |                                                                 |                                                                 |          |
| Összesen                                                        | Összesen                                                        | 7                                                               | 7                                                               | 7                                                               | 21       |

## Érmesek
| Az 1956. évi nyári olimpiai játékok érmesei súlyemelésben |                                                                         |                                                                       |                                                                               |
| Versenyszám                                               | Arany                                                                   | Ezüst                                                                 | Bronz                                                                         |
| légsúly (56 kg-ig)                                        | Charles Vinci · Egyesült Államok (USA) · (105,0+105,0+132,5=342,5 kg)   | Vlagyimir Sztogov · Szovjetunió (URS) · (105,0+105,0+127,5=337,5 kg)  | Mahmoud Namdjou · Irán (IRI) · (100,0+102,5+130,0=332,5 kg)                   |
| pehelysúly (60 kg-ig)                                     | Isaac Berger · Egyesült Államok (USA) · (107,5+107,5+137,5=352,5 kg)    | Jevgenyij Minajev · Szovjetunió (URS) · (115,0+100,0+127,5=342,5 kg)  | Marian Zieliński · Lengyelország (POL) · (105,0+102,5+127,5=335,0 kg)         |
| könnyűsúly (67,5 kg-ig)                                   | Igor Ribak · Szovjetunió (URS) · (110,0+120,0+150,0=380,0 kg)           | Ravil Habutgyinov · Szovjetunió (URS) · (125,0+110,0+137,5=372,5 kg)  | Kim Cshanghi (Kim Chang-Hui) · Dél-Korea (KOR) · (107,5+112,5+150,0=370,0 kg) |
| váltósúly (75 kg-ig)                                      | Fjodor Bogdanovszkij · Szovjetunió (URS) · (132,5+122,5+165,0=420,0 kg) | Pete George · Egyesült Államok (USA) · (122,5+127,5+162,5=412,5 kg)   | Ermanno Pignatti · Olaszország (ITA) · (117,5+117,5+147,5=382,5 kg)           |
| középsúly (82,5 kg-ig)                                    | Tommy Kono · Egyesült Államok (USA) · (140,0+132,5+175,0=447,5 kg)      | Vasīlijs Stepanovs · Szovjetunió (URS) · (135,0+130,0+162,5=427,5 kg) | James George · Egyesült Államok (USA) · (120,0+130,0+167,5=417,5 kg)          |
| félnehézsúly (90 kg-ig)                                   | Arkagyij Vorobjov · Szovjetunió (URS) · (147,5+137,5+177,5=462,5 kg)    | Dave Sheppard · Egyesült Államok (USA) · (140,0+137,5+165,0=442,5 kg) | Jean Debuf · Franciaország (FRA) · (130,0+127,5+167,5=425,0 kg)               |
| nehézsúly (90 kg-tól)                                     | Paul Anderson · Egyesült Államok (USA) · (167,5+145,0+187,5=500,0 kg)   | Humberto Selvetti · Argentína (ARG) · (175,0+145,0+180=500,0 kg)      | Alberto Pigaiani · Olaszország (ITA) · (150,0+130,0+172,5=452,5 kg)           |